# أنطونيو كوريا
أنطونيو كوريا (بالإنجليزية: Antonio Correia)‏ (1 نوفمبر 1993 في الرأس الأخضر - ) هو لاعب كرة قدم أمريكي في مركز الهجوم.

## وصلات خارجية
- أنطونيو كوريا على موقع قاعدة بيانات كرة القدم.إي يو (الإنجليزية)
- أنطونيو كوريا على موقع Soccerway.com (الإنجليزية)